# Sankt Nikolai kyrka, Novo selo
Sankt Nikolai kyrka (bulgariska: Църква "Свети Никола"; translitteration: Tsarkva ''Sveti Nikola'') är en kulturmärkt bulgarisk-ortodox kyrkobyggnad belägen i byn Novo selo, i regionen Vidin, i nordvästra Bulgarien.
Kyrkan är helgad åt Sankt Nikolaus och tillhör det bulgarisk-ortodoxa stiftet Vidins stift. Den är även en av de äldsta kyrkorna i Vidin.

## Historik
Enligt lokala Legender ska Sankt Nikolai kyrka i Novo selo ha byggts under det andra bulgariska rikets existens (1185-1396). Dock säger historiska dokument att byggnaden ska ha uppförts omkring 1825.
Kyrkans klocktorn uppfördes 1932. Dess klockor beställdes från Pest i Ungern och har inskriptionerna "Sankt Nikolaus" och "Kristi himmelsfärd".
Runt 2014 renoverades kyrkan. Dock renoverades inte dess interiör och är därför i dåligt skick.

## Inventarier
Inne i kyrkan finns fresker, där några av de är från 1908 och är gjorda av Danail Nestorov.

## Bilder

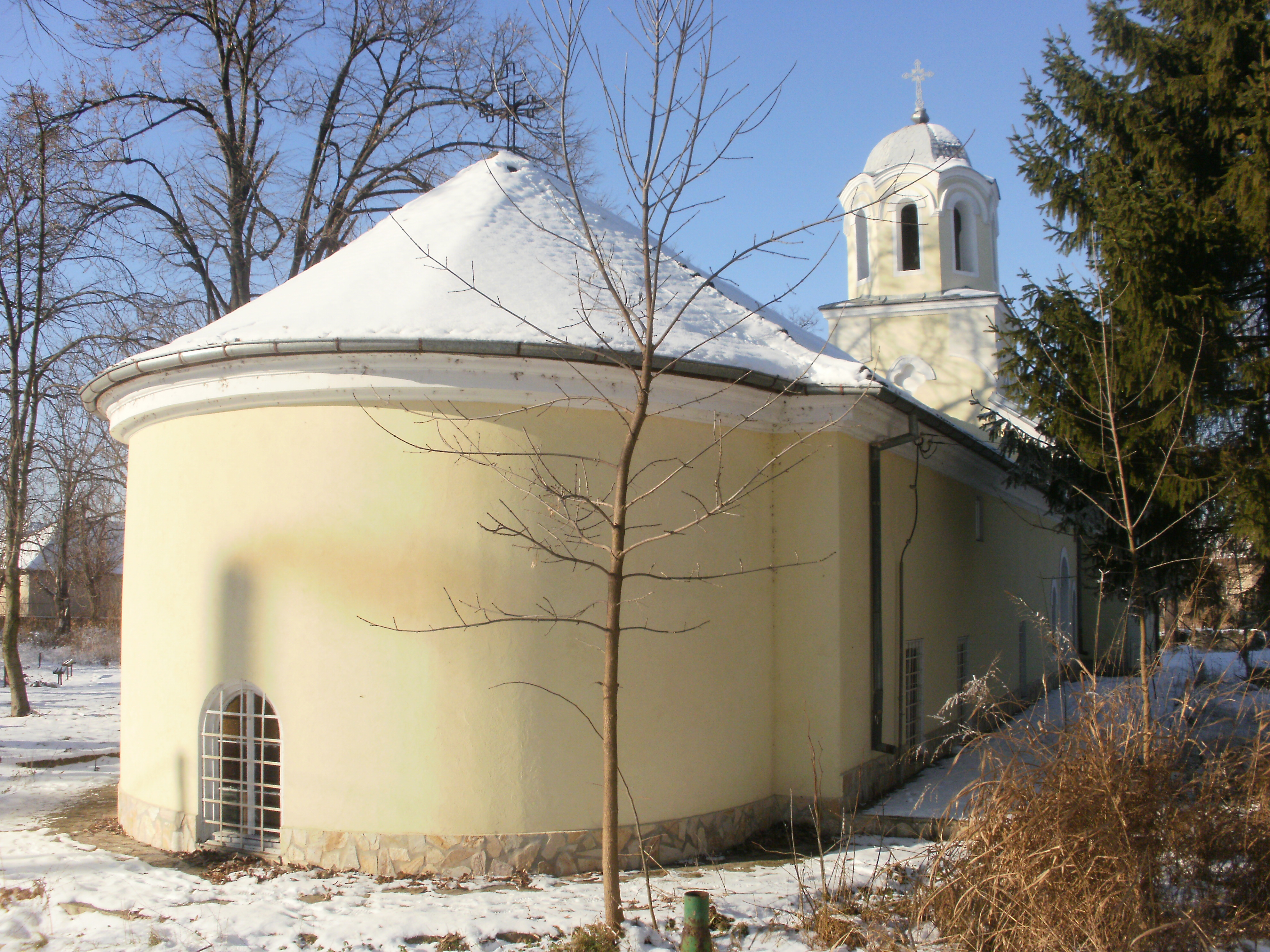
Absiden

### Allmänna källor
- Църква "Свети Никола" - Ново село | Опознай.bg (opoznai.bg)
- *** Справочник България *** - Село Ново село (guide-bulgaria.com)